# Landevejsridderen
Landevejsridderen er en amerikansk stumfilm fra 1917 af Tom Mix.

## Medvirkende
- Tom Mix som Tom Daton.
- Victoria Forde som Bess Jackson.
- Barney Furey som Gene Hammond.
- Lillian Clark som Estella Hammond.
- Sid Jordan som Doc Breede.